# Na Bystrém
Na Bystrém je základní sídelní jednotka obce Trojanovice v okrese Nový Jičín. Rozloha sídla, které leží v průměrné nadmořské výšce 490 metrů, činí 7,28 km2. Severní částí protéká řeka Bystrá a jižně Murasův potok. Lokalitou vede žlutá značená turistická trasa

## Historie
Na počátku 18. století zde na říčce Bystré stály hamr, valcha, mlýn a pila.

## Obyvatelstvo
V roce 1991 zde žilo 348 lidí, o deset let později 367.

## Pamětihodnosti
- Sloup se sochou P. Marie Immaculaty se nachází u silnice naproti domu čp. 381.[6] Pochází z roku 1720 v souvislosti se založením zdejší hamernické osady.[5]